# ريجينالد راي
ريجينالد راي (بالفرنسية: Réginald Ray)‏ هو لاعب كرة قدم ومدرب كرة قدم فرنسي في مركز الهجوم، ولد في 31 أكتوبر 1968 في كوسيك في فرنسا. لعب مع نادي إستر ونادي بريوتشين ونادي بوفيه ونادي شاتورو ونادي غانغون ونادي غويونيون ونادي لومان ونيم أولمبيك.

## وصلات خارجية
- ريجينالد راي على موقع قاعدة بيانات كرة القدم.إي يو (الإنجليزية)
- ريجينالد راي على موقع عالم كرة القدم.نت (الإنجليزية)